# Excite
Excite — набор интернет-ресурсов и услуг, принадлежащих компании IAC Search & Media, которая является дочерней компанией корпорации InterActiveCorp. Сайт запущен в 1994 году. Это онлайн сервис включает в себя: поисковую систему, веб-почту, обмен мгновенными сообщениями, котировки акций, и настраиваемую пользователем домашнюю страницу.
В 1990-е годы Excite был одним из самых узнаваемых брендов в Интернете: в 1997 году отмечался как второй по популярности сайт в интернете (после Geocities). В дальнейшем популярность сайта снизилась, так в период с 1999 по 2001 год сайт был уже пятым по популярности. Согласно статистике Alexa Internet, в июне-июле 2016 г. Excite занимает 10232 место по посещаемости веб-сайт в сети Интернет, и примерно 30 % посещений состоят из просмотра только одной страницы.

## История
Excite был основан в 1994 году Грэмом Спенсером, Джо Краусом, Марком Ван Хареном, Райаном Макинтайром, Беном Луч и Мартином Рейнфридом, все они тогда были студентами Стэнфордского университета. В январе 1996 года Джордж Белл присоединился к команде Excite в качестве генерального директора. Также в этом году компания поглотила поисковые системы Magellan и WebCrawler. 4 апреля 1996 года Excite заявил о первичном размещении двух миллионов акций.
В декабре 1998 года компания Yahoo участвовала в переговорах по покупке Excite за $5,5-6 млрд., но сделка не состоялась. 28 мая 1999 года Excite был приобретен интернет-провайдером @Home Network. В результате сайт сменил наименование на Excite @Home.

## Excite и Google
В 1999 году два аспиранта из Стэнфордского университета, Сергей Брин и Ларри Пейдж пришли к руководству Excite и предложили купить недавно разработанный ими поисковик Google за $1 млн., но менеджеры Excite отклонили это предложение. Отказ Excite от приобретения Google впоследствии называли одной из крупнейших ошибок, которые когда-либо были сделаны в цифровой индустрии, так как в 2016 году фиктивная стоимость Google превысила $515 млрд..